# Győző Haberfeld
Győző Haberfeld, però també Győző Halmos o Győző Békési, (Budapest, Austrohongria, 13 de juny de 1889 – Camp de concentració de Mauthausen-Gusen, Àustria, 1945) va ser un gimnasta artístic hongarès que va competir a començament del segle xx.
El 1912 va prendre part en els Jocs Olímpics d'Estocolm, on va guanyar la medalla de plata en la prova del concurs complet per equips del programa de gimnàstica.